# Stroter capillatus
Stroter capillatus är en fjärilsart som beskrevs av Karsch 1899. Stroter capillatus ingår i släktet Stroter och familjen snigelspinnare. Inga underarter finns listade i Catalogue of Life.